# Johannes Schultz (Komponist)

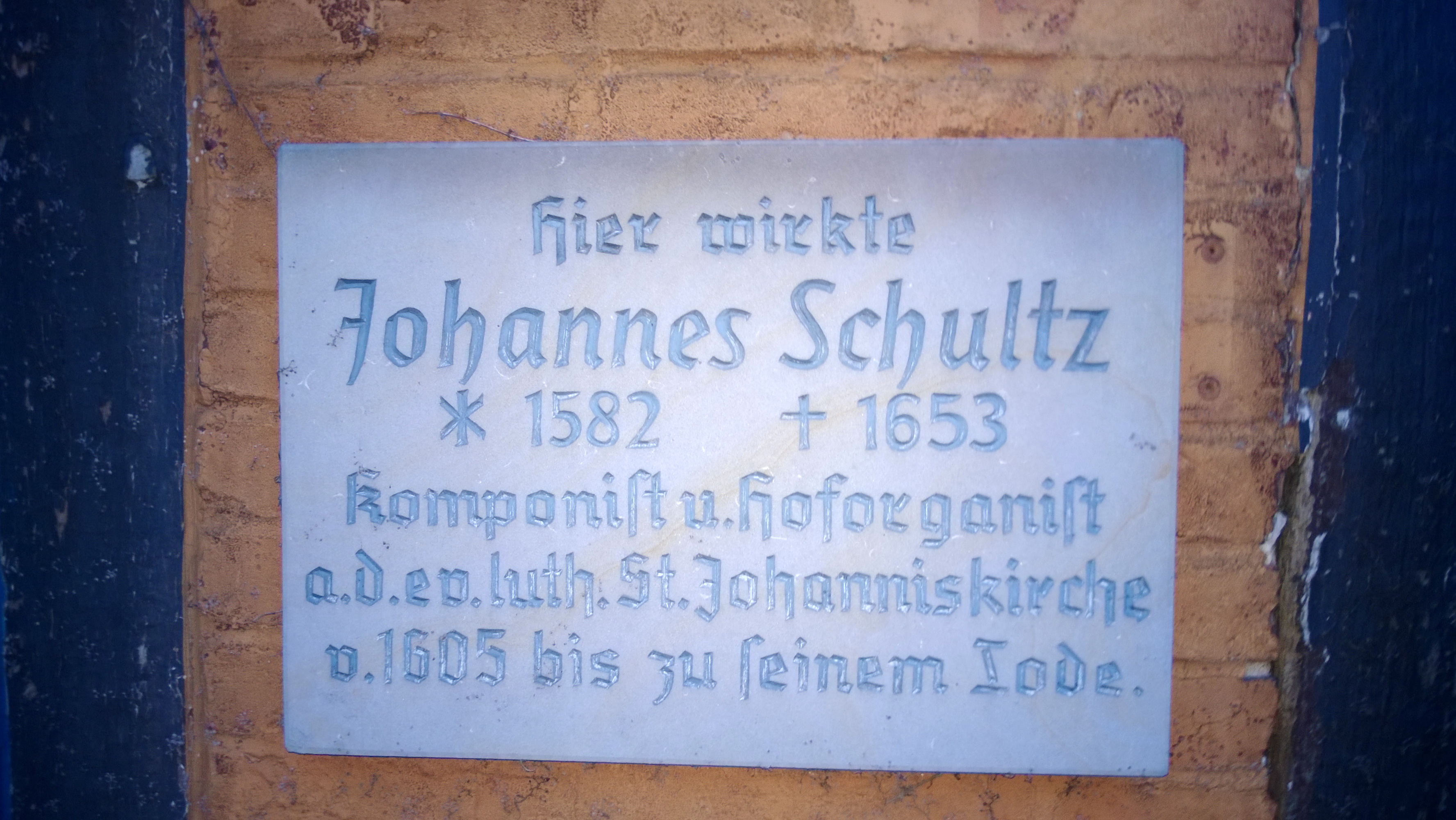
Wandtafel am Haus neben der früheren Superintendentur in Dannenberg.

Johannes Schultz (getauft 26. Juni 1582 in Lüneburg; begraben 16. Februar 1653 in Dannenberg (Elbe)) war ein deutscher Komponist. Über sein Leben ist nur wenig bekannt.
1605, im Alter von 23 Jahren, nahm Johannes Schultz eine Stelle als Organist an der braunschweig-lüneburgischen Residenz und der St.-Johannis-Kirche in Dannenberg an. Er wurde von Fürst August von Wolfenbüttel und dessen Frau gefördert. 1653 starb er in ärmlichen Verhältnissen.

## Werke
- 1620 Viertzig Neuwe Außerlesene Schöne Liebliche Paduanen, Intraden, und Galiard mit vier Stimmen …
- 1621 Thesaurus musicus, continens Cantiones sacras 3-16 vocum.
- 1622 Musicalischer Lüstgarte, Darinnen 59 schone Moteten, Madrigalien, Fugen, Phantasien, Cantzonen, Paduanen, Intraden, Galliard, Passametz, Täntze etc.
- 1623 Hochzeitsmotette.
- 1645 Glückselig Fried vnd Freudenreich Musicalisch New Jahres Wunsch.
- Theutsche Osterhistoria. (Verschollen).

In seinen frühen Werken verbindet Schultz altprotestantische Choräle mit dem niederländisch-italienischen Motettenstil. In den Musicalischen Lüstgarte zeigt er einen Reichtum an höfischen und bürgerlichen Lied- und Instrumentalformen auf. In seinen Spätwerken erweist er sich als Zeitgenosse von Heinrich Schütz und Heinrich Albert zwischen altem Motettenspiel und neuem Gesellschaftslied.